# Rediscovered
Rediscovered (tłum. z ang. "Na nowo odkryty") lub Tadeusz Wroński – Rediscovered – album muzyki poważnej polskiego wirtuoza skrzypcowego Tadeusza Wrońskiego oraz orkiestr: Krakowskiej Orkiestry Radiowej pod dyr. Jerzego Gerta, Wielkiej Orkiestry Polskiego Radia pod dyr. Jana Krenza i Orkiestry Filharmonii Śląskiej pod dyr. Karola Stryi, wydany w 2015 r. przez Fundację Skrzypce i FFV Records. Zawiera nagrania: "Koncert G-dur KV 216" Wolfganga Amadeusza Mozarta, "Koncert skrzypcowy op. 35" Karola Szymanowskiego i "Concertino de Printemps" Dariusa Milhaud. Płyta uzyskała nominację do nagrody Fryderyk 2016 w kategorii Album Roku – Muzyka Symfoniczna i Koncertująca.

## Lista utworów
- Wolfgang Amadeusz Mozart - III Koncert skrzypcowy G-dur KV 216 (Tadeusz Wroński, Krakowska Orkiestra Radiowa pod dyr. Jerzego Gerta)
- Karol Szymanowski - I Koncert skrzypcowy op. 35 (Tadeusz Wroński, Wielka Orkiestra Polskiego Radia pod dyr. Jana Krenza)
- Darius Milhaud - Concertino de Printemps (na żywo z I Warszawskiej Jesieni, 1956) (Tadeusz Wroński, Orkiestra Filharmonii Śląskiej pod dyr. Karola Stryi)